# Eusko Abendaren Ereserkia
L'Eusko Abendaren Ereserkia (en grafia antiga o sabiniana, Euzko Abendaren Ereserkija, "Himne de l'Ètnia/Raça Basca") és l'himne nacional del País Basc. Eusko abendaren ereserkia és una melodia popular i anònima que antigament s'acostumava interpretar al començament dels balls com a salutació a la bandera. La melodia es va popularitzar més i va assolir més repercussió en la dècada dels anys 30, després que el 1902 Sabino Arana va escriure un text a la presó de Larrínaga per ser cantat amb la melodia, Gora ta gora (Amunt i amunt) que va esdevenir l'himne del PNB.
El primer govern basc format l'any 1936 (format per representants del PNB, PSOE, PCE, Izquierda Republicana i Unió Republicana) va adoptar la melodia (sense la lletra d'Arana) com a himne nacional del País Basc.
Amb el retorn de la democràcia i l'aprovació de l'Estatut d'Autonomia del País Basc de 1979, el Parlament Basc adoptà, amb els vots del PNB i del CDS i l'oposició del PSE-PSOE, Euskadiko Ezkerra i Aliança Popular, aquesta melodia com a himne oficial, negant el seu caràcter. Els qui s'hi oposaven si que la consideraven un himne partidista i massa religiós i proposaven en lloc seu la cançó de José María Iparraguirre Gernikako Arbola (L'arbre de Guernica) o la cançó de José María de Gárate Eusko gudariak.
Els arranjaments oficials per a orquestra són obra de Tomás Aragüés.

## Lletra
| Lletra en euskera | Lletra traduïda al català |
| Gora ta Gora Euskadi aintza ta aintza bere goiko Jaun Onari. Areitz bat Bizkaian da Zar, sendo, zindo bera ta bere lagia lakua Areitz gainean dogu gurutza deuna beti geure goi buru Abestu gora Euskadi aintza ta aintza bere goiko Jaun Onari | Amunt i Amunt el País Basc glòria i glòria al seu bon Déu. Hi ha un arbre del roure a Biscaia vell, fort, sa ell com la seva llei A l'arbre trobem la creu santa sempre el nostre lema. Canta "Amunt el País Basc" glòria i glòria al seu bon Déu. |